# توماس أدلر
توماس أدلر (بالألمانية: Thomas Adler) (23 يناير 1965 بألمانيا الغربية في ألمانيا - ) هو مدرب كرة قدم ولاعب كرة قدم ألماني في مركز الهجوم. لعب مع غرويتر فورت وفورتونا دوسلدورف ونادي أوردينغن 05 و1. FC Herzogenaurach ‏ و1. SC Feucht ‏ وبلو فايس برلين وتنس بوروسيا برلين.

## وصلات خارجية
- توماس أدلر على موقع قاعدة بيانات كرة القدم.إي يو (الإنجليزية)
- توماس أدلر على موقع بيانات كرة القدم. دي إي (الألمانية)
- توماس أدلر على موقع عالم كرة القدم.نت (الإنجليزية)